# 内藤伸
内藤 伸（ないとう しん、1882年10月1日 - 1967年8月21日）は、彫刻家・日本芸術院会員。

## 略歴
1882年（明治15年）、島根県飯石郡吉田村（現・雲南市）に生まれる。上京して高村光雲に師事、1904年（明治37年）、東京美術学校選科卒。文展出品ののち、1914年（大正3年）、日本美術院同人、1915年、再興院展に出品、1919年、脱退。1921年（大正10年）、帝展審査委員、1927年（昭和2年）、帝国美術院会員、1929年（昭和4年）、日本木彫会を設立し主宰する。戦後は日展に出品し日本芸術院会員。1952年（昭和27年）、日本木彫会再興、1958年（昭和33年）、日展顧問、1965年（昭和40年）、勲三等瑞宝章受章。1967年（昭和42年）8月21日、贈従四位。

## 個人美術館
- 内藤伸記念館（島根県雲南市の鉄の歴史博物館内）

## 主な作品
- 「子安観音像」（像高192cm、ブロンズ、1925年作）吉田公園観音堂蔵
- 「楠御夢之図」湊川神社蔵